# Citadelles
Pour les articles homonymes, voir Citadelle (homonymie).
Citadelles est un jeu de cartes créé en 2000 par Bruno Faidutti, illustré par de nombreuses personnes dont Florence Magnin, et il était alors édité par Millenium. Citadelles est aujourd'hui édité par Edge Entertainment-Ubik, une société commerciale rachetée en janvier 2017 par Asmodée Éditions.
Une partie de Citadelles dure environ une heure. Le jeu est conçu pour quatre à huit joueurs, mais le livret de règles propose également une variante pour deux ou trois.
Comme beaucoup des jeux de Bruno Faidutti, Citadelles est essentiellement basé sur le bluff. Le vainqueur sera en effet le plus souvent celui qui aura su déduire, ou sentir, les personnages qu'allaient choisir ses adversaires. Citadelles n'est certes pas un jeu d'argent, mais le milieu des joueurs de poker a beaucoup fait pour son succès[réf. nécessaire].

## Règle du jeu

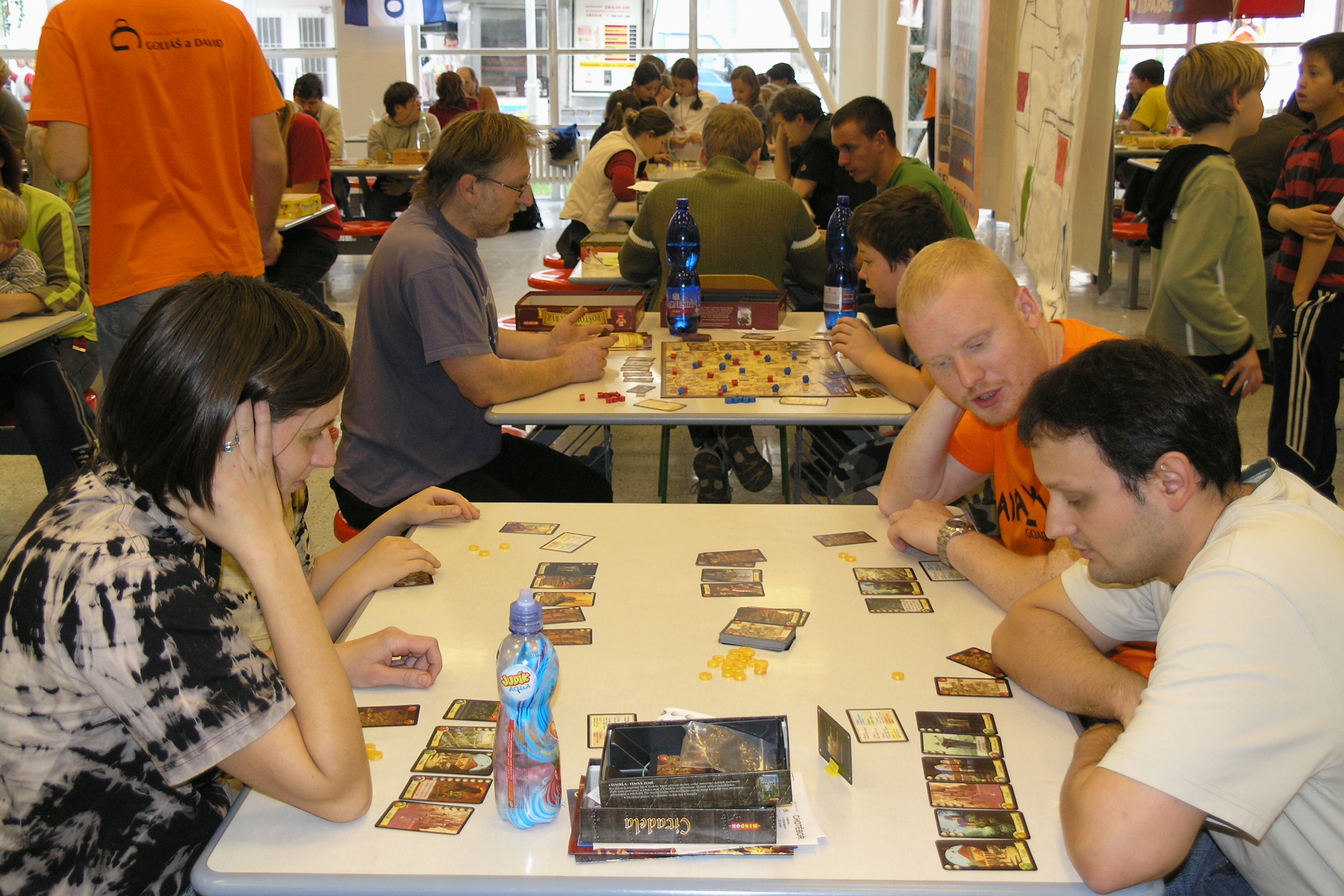
Une partie de Citadelles.

Chaque joueur est à la tête d’une ville. Pour remporter la partie, il faut construire la ville la plus belle possible, c’est-à-dire avec les plus beaux quartiers. Le jeu s’arrête quand un joueur a construit huit quartiers différents.
Le jeu se compose de 65 cartes « quartier » coûtant de 1 à 6 pièces d’or, réparties en cinq familles (quartiers noble, religieux, marchand, militaire, ou merveille) et en 1 à 5 exemplaires, ainsi que de 8 cartes « personnage » possédant chacune un pouvoir spécial, et enfin d'une carte « couronne ».
Le tour de jeu se déroule de manière originale par rapport aux autres jeux. Le premier joueur, possédant la carte « couronne », choisit secrètement une carte « personnage » et passe les autres au joueur à sa gauche et ainsi de suite jusqu’au dernier joueur. L’intérêt est que personne ne connaît exactement le personnage des autres. Ce système est inspiré par le jeu Verräter (Adlung Spiele) de Marcel-André Casasola Merkle.
Ensuite, les joueurs jouent les personnages dans l’ordre suivant :
1. Assassin
2. Voleur
3. Magicien
4. Roi
5. Évêque
6. Marchand
7. Architecte
8. Condottière

À tout moment pendant son tour, un joueur peut utiliser le pouvoir spécial de son personnage. Il doit prendre 2 pièces d'or ou piocher 1 carte au choix parmi deux. Enfin, il peut construire 1 quartier et un seul (sauf l'Architecte) dans sa ville en posant une carte « quartier » de sa main et en dépensant le nombre de pièces correspondant au coût de la carte mais on ne peut pas avoir deux quartiers identiques (sauf si une carte nous y autorise).
Le jeu se termine lorsqu'un joueur a construit huit quartiers (et il ne sera pas possible au Condottière de détruire ce huitième quartier). La victoire se fait au nombre de points :
- 1 point par pièce d'or en valeur de quartier ;
- un bonus de points si un joueur a au moins un quartier de chaque couleur, ou s'il possède 8 quartiers ;
- des points supplémentaires si certaines cartes « merveille » en donnent.

### Personnages
| Ordre | Personnage  | Fonction | Famille   | Couleur |
| ----- | ----------- | --- | --------- | ------- |
| 1     | Assassin    | L'Assassin peut assassiner un autre personnage ; le joueur ayant le personnage assassiné ne joue pas ce tour-là. |           |         |
| 2     | Voleur      | Le Voleur peut choisir de voler un personnage, sauf l'Assassin ; lorsque le joueur dévoile son personnage, il donne ses pièces d'or au Voleur. Ceci se fait avant la perception par le joueur de ses pièces d'or du tour. |           |         |
| 3     | Magicien    | Le Magicien peut échanger toute sa main (ses cartes « quartier ») contre la main d'un autre joueur ou échanger autant de cartes qu'il le veut de sa main avec la pioche. |           |         |
| 4     | Roi         | Le Roi est le premier à choisir son personnage à partir du tour suivant. Chaque quartier « noble » lui rapporte 1 pièce d'or. | Noble     | Jaune   |
| 5     | Évêque      | Les quartiers de l'Évêque ne peuvent pas être détruits par le Condottière. Chaque quartier « religieux » lui rapporte 1 pièce d'or. | Religieux | Bleu    |
| 6     | Marchand    | Le Marchand perçoit d'office 1 pièce d'or, en plus de sa perception du tour. Chaque quartier « commerçant » lui rapporte 1 pièce d'or. | Marchand  | Vert    |
| 7     | Architecte  | L'Architecte pioche d'office 2 cartes, en plus de sa perception du tour, et il peut construire jusqu'à 3 quartiers par tour. |           |         |
| 8     | Condottiere | Le Condottiere peut détruire un quartier (éventuellement un des siens) en dépensant sa valeur moins 1 pièce d'or. Il peut donc détruire « gratuitement » un quartier coûtant 1 pièce d'or. Il ne peut détruire un quartier d'une citadelle déjà terminée (huit cartes posées devant le joueur). Chaque quartier « militaire » lui rapporte 1 pièce d'or. | Militaire | Rouge   |

#### Choix des personnages
C'est le joueur qui avait le Roi au tour précédent qui défausse une carte (à moins de sept joueurs) et choisit en premier, puis il fait tourner le jeu, donc même le deuxième ne sait pas quel personnage il a choisi. Le dernier joueur a toujours le choix entre deux cartes avant d'en défausser une, donc là aussi même l'avant-dernier ne sait pas quel personnage il aura choisi.
À moins de sept joueurs, au moins une carte au hasard est écartée face cachée avant le premier choix, sans que personne sache de quelle carte il s'agit. Selon le nombre de joueurs, une ou plusieurs cartes, choisies au hasard, peuvent être écartées face visible.

## Seconde édition
En 2003, une seconde édition du jeu a vu le jour. Elle inclut l'ensemble des cartes et des règles de la première édition, modifie le nombre d'exemplaires de certaines cartes « quartier », et ajoute les éléments suivants :
- 10 nouveaux personnages : huit personnages alternatifs pouvant remplacer les personnages originaux de façon à renouveler le jeu, et deux personnages numéro 9 permettant de jouer à 8 joueurs ;
- de nouvelles règles pour le jeu à 2 et 3 joueurs, proposant de jouer deux personnages par joueur ;
- 4 nouveaux quartiers violets (merveilles)[1] :

Le Trésor Impérial : à la fin de la partie, le Trésor Impérial, outre les 4 points de victoire correspondant à sa valeur, rapporte 1 point de victoire supplémentaire pour chaque pièce d'or en la possession du joueur.
La Fontaine aux Souhaits : en fin de partie, la Fontaine, outre les 5 points de victoire correspondant à sa valeur, rapporte 1 point de victoire supplémentaire par autre quartier violet en la possession du joueur.
La Carrière : le joueur peut bâtir un quartier de même nom que l'un de ses quartiers déjà en jeu. Il ne perd pas les quartiers ainsi construits si la Carrière est détruite.
La Grande Muraille : le Condottière doit dépenser 1 pièce d'or de plus (soit le coût de construction) en détruisant éventuellement un quartier du joueur.
Cette seconde édition a été complétée par une extension, La Cité Sombre, qui propose 11 nouveaux quartiers violets (merveilles). Cette extension a été ensuite intégrée à la troisième édition du jeu (voir ci-dessous, dans la rubrique correspondante, la liste de ces 11 nouveaux quartiers).

### Nouveaux personnages
Avec la seconde édition, il est possible de remplacer un ou plusieurs personnages de base par un personnage alternatif portant le même numéro. La plupart des pouvoirs des personnages alternatifs ont un fonctionnement voisin de celui du personnage de base de même numéro : les personnages offensifs restent offensifs, les personnages riches sont remplacés par d'autres personnages riches, le remplaçant du Roi manipule la couronne, etc.
| Ordre | Personnage | Fonction |
| ----- | ---------- | --- |
| 1     | Sorcière   | Immédiatement après avoir pris 2 pièces ou 1 carte, la Sorcière ensorcèle un autre personnage puis s'arrête de jouer. Au tour du personnage ensorcelé, celui-ci prend 2 pièces ou 1 carte, puis son tour est terminé et le tour de la Sorcière reprend. La Sorcière bénéficie de tous les pouvoirs du personnage ensorcelé (y compris les pièces d'or supplémentaires du Marchand, etc. ou les deux cartes de l'Architecte). La Sorcière peut ensuite construire normalement dans sa cité. Si le personnage ensorcelé est le Roi, ce dernier conserve la couronne. Si personne n'a choisi le personnage ensorcelé, la Sorcière ne termine jamais son tour. Le Voleur ne peut voler ni la Sorcière ni le personnage ensorcelé. |
| 2     | Bailli     | À la fin du tour de chaque joueur qui construit un quartier, celui-ci doit, s'il le peut, donner 1 pièce d'or au Bailli. |
| 3     | Sorcier    | Le Sorcier regarde la main d'un joueur et y choisit 1 carte « quartier ». Il peut la mettre dans sa main ou bien la poser immédiatement dans sa cité en payant normalement son coût, mais cela ne compte pas comme le quartier à bâtir pendant son tour normal. Il est donc possible de construire en tout 2 quartiers (un de sa main, et un de celui de la main d'un autre joueur). Il est possible de bâtir un quartier de même nom qu'un quartier déjà présent dans sa propre cité. |
| 4     | Empereur   | L'Empereur prend la couronne et la donne à un joueur de son choix, autre que lui-même et que son précédent propriétaire. S'il le peut, ce joueur doit ensuite donner 1 pièce d'or à l'Empereur. Comme le Roi, l'Empereur gagne 1 pièce d'or pour chaque quartier « noble » dans sa cité. |
| 5     | Abbé       | Le joueur le plus riche doit donner 1 pièce d'or à l'Abbé. Si l'Abbé est le joueur le plus riche ou s'il y a plusieurs joueurs les plus riches, l'Abbé ne reçoit rien. Comme l'Évêque, l'Abbé gagne 1 pièce d'or pour chaque quartier « religieux » dans sa cité. |
| 6     | Alchimiste | Après avoir bâti un quartier, l'Alchimiste récupère immédiatement tout l'or qu'il a dépensé pour cette construction. |
| 7     | Navigateur | Après avoir pris 2 pièces d'or ou 1 carte, le Navigateur prend 4 pièces ou pioche 4 cartes. Son tour s'arrête ensuite immédiatement, il ne peut pas construire de quartier. Il est conseillé, en utilisant le Navigateur, de retirer le Cimetière du jeu. |
| 8     | Diplomate  | Le Diplomate peut échanger un quartier au choix de sa cité avec un quartier de la cité d'un autre joueur. S'il prend un quartier plus cher que celui qu'il donne, il doit payer à son ancien propriétaire la différence de valeur. Le Diplomate ne peut pas prendre le quartier Donjon, ni un quartier de l'Évêque. Il est conseillé de ne pas jouer avec la carte Cimetière si le Diplomate est en jeu. Comme le Condottière, le Diplomate reçoit 1 pièce d'or par quartier « militaire ». |
| 9     | Reine      | La Reine gagne 3 pièces d'or si elle est assise à côté du Roi. Elle reçoit les trois pièces d'or même si le Roi a été assassiné. Il est conseillé de ne pas l'utiliser à moins de 5 joueurs. |
| 9     | Artiste    | L'Artiste peut embellir 1 ou 2 quartiers de sa cité en plaçant sur chacun d'entre eux 1 pièce d'or. La valeur du quartier, donc le prix à payer par le Condottière pour le détruire, sont augmentés de 1. Il ne peut y avoir plus d'une pièce d'or sur un quartier. |

## Troisième édition
En 2010, une nouvelle édition du jeu est commercialisée. Elle correspond à l'intégration, à la seconde édition, de l'extension La Cité Sombre et de ses 11 nouveaux quartiers.
Ces nouvelles cartes violettes (merveilles) sont les suivantes :
Salle des cartes : à la fin de la partie, le joueur marque 1 point de victoire supplémentaire pour chaque carte dans sa main.
Hôpital : si le joueur est assassiné, il prend quand même 2 pièces d'or, ou 1 carte parmi deux, au début de son tour, mais celui-ci s'arrête ensuite.
Hospice : si le joueur n'a aucune pièce d'or à la fin de son tour, il en reçoit 1 de la banque.
Phare : lorsque le Phare est posé dans la cité d'un joueur, le joueur prend la pioche de cartes « quartier », choisit 1 carte qu'il ajoute à sa main, et mélange à nouveau la pioche.
Parc : si le joueur n'a aucune carte en main à la fin de son tour, il pioche 2 cartes.
Poudrière : durant son tour, le joueur peut détruire la Poudrière et détruire également 1 carte « quartier » de son choix dans la cité d'un autre joueur.
Salle de bal : si le joueur a la couronne, tous les autres joueurs doivent l'appeler « Majesté » et lui dire « Merci, votre Majesté » lorsqu'ils sont appelés. Un joueur qui oublie de le faire perd son tour.
Fabrique : le coût que le joueur doit payer pour poser d'autres quartiers violets dans sa cité est réduit de 1.
Musée : au tour du joueur, celui-ci peut placer une carte « quartier » de sa main, face cachée, sous le Musée. À la fin de la partie, le joueur marque 1 point supplémentaire pour chaque carte sous le Musée. Si le Musée est détruit, les cartes qui étaient en-dessous sont défaussées. Ces cartes ne sont pas prises en compte pour déterminer le coût de destruction du Musée par le Condottière.
Beffroi : lorsque le joueur pose le Beffroi dans sa cité, il peut décider de réduire la durée de la partie, qui se jouera en 7 quartiers et non 8. Si le joueur pose le Beffroi et décide que la partie se terminera à la fin du tour où un joueur a sept quartiers, mais que le Beffroi est par la suite détruit, les conditions de victoire redeviennent normales (huit quartiers).
Salle du trône : chaque fois que la couronne passe d'un joueur à un autre, le joueur qui possède la Salle du trône reçoit 1 pièce d'or.
Lorsqu'on joue avec les nouvelles cartes « merveille » de l'extension La Cité Sombre incluse (cartes identifiables par la petite étoile en haut à droite), il faut alors retirer autant de quartiers violets des autres éditions pour ne pas déséquilibrer les proportions des couleurs dans la pioche.

## Extension Cirque
Une extension intitulée Ohne Furcht und Adel (Sans Peur et Noblesse) a été intégrée à la publication 2012 de l'éditeur allemand Hans im Glück. Cette extension a été réalisée sans la collaboration de l'auteur, qui déplore qu'elle complique inutilement les règles en ajoutant un nouveau type de cartes.
Ces 15 nouvelles cartes, appelées cartes « action », ont pour thème le « cirque ». Certaines cartes étant présentes en plusieurs exemplaires (de 1 à 3) dans le jeu, seules 7 cartes différentes sont en fait proposées.
Ces cartes s'ajoutent à celles des quartiers et s'obtiennent en piochant. On peut jouer un maximum d'1 carte « action » par tour, les cartes jouées étant ensuite défaussées. On gagnera 1 point de victoire pour chaque carte « action » possédée en fin de partie.
Les différentes cartes sont les suivantes :
- Acrobate : si le Roi ne s'est pas manifesté dans ce tour, l'Acrobate vous permet de recevoir la couronne.
- Boulet de canon : il permet d'améliorer un quartier dans sa ville en plus de son action de construction normale, en payant seulement la différence.
- Directeur : il permet de construire jusqu'à 2 quartiers en plus durant ce tour (comme l'Architecte).
- Raspoutine : il permet de défausser cette carte, si votre personnage a été assassiné, et de terminer le tour normalement.
- Tente de cirque : elle permet de la disposer en face de soi comme un quartier. Elle ne peut pas être détruite par le Condottière. Elle sera valable à la fin du jeu comme un quartier sans point et sans couleur.
- Voiture de caisse : chaque joueur peut placer 1 pièce d'or sur cette carte une fois par tour. Pour ceci, il a le droit de prendre 2 cartes de la pioche et d'en garder 1. Immédiatement après cela, il peut choisir de retirer tout l'or de la Caisse et de défausser cette carte.
- Voyante : elle permet de regarder les cartes en main d'un autre joueur et d'en conserver 1.

## Quatrième édition
En 2017 sort une nouvelle édition du jeu. Elle reprend la précédente version et y ajoute 9 nouveaux personnages et 12 nouveaux quartiers. Les illustrations ont également été modifiées. 6 de ces personnages ont été créés par Robin Corrèze, un jeune joueur français. En outre, certains personnages ont changé de sexe par rapport aux autres versions.

### Nouveaux personnages
| Ordre | Personnage       | Fonction |
| ----- | ---------------- | --- |
| 1     | Echevin          | L'échevin distribue trois jetons "mandat" à trois personnages de son choix. Ces mandats permettent à l'échevin de confisquer le quartier bâti par le joueur quand vient son tour, à condition qu'il ne l'ait pas déjà. Deux mandats sont sans effet et un seul est signé mais comme les jetons ont été distribués coté dos, les autres joueurs ne savent qui est vraiment visé que si l'échevin choisit de dévoiler son mandat.                                                                                 |
| 2     | Espion           | L'espion désigne un autre joueur et choisit un type de quartier (Noble, Militaire, Religieux, Commerçant ou Merveille). Il regarde ensuite la main du joueur et pour chaque carte du type choisi qu'il possède, le joueur verse une pièce d'or et l'espion pioche une carte quartier dans la pioche. |
| 2     | Maître-chanteuse | La maître-chanteuse place deux jetons "menace" face cachée devant deux personnages de son choix. Un seul de ces jetons est une menace effective. Le joueur menacé peut alors payer la moitié de son or à la maitre-chanteuse pour que celui ci ne dévoile pas la menace. S'il refuse, que la maître-chanteuse retourne le jeton et que la menace était effective, le joueur visé doit donner tout son or. La maître-chanteuse ne peut viser ni un personnage de rang 1 ni le personnage assassiné ou ensorcelé. |
| 3     | Voyante          | La voyante prend une carte au hasard de la main de chaque joueur puis leur en donne à chacun une de son jeu. Il est possible de rendre la carte prise. La voyante peut bâtir deux quartiers durant son tour. |
| 4     | Patricien        | Le patricien pioche une carte quartier pour chaque quartier noble de sa cité. Si le roi ou l'empereur ne jouent pas, il prend la couronne. |
| 5     | Cardinal         | Le cardinal pioche une carte quartier pour chaque quartier religieux dans sa cité. S'il veut bâtir un quartier mais n'a pas assez de pièces, il peut prendre les pièces manquantes à un joueur (un seul) de son choix. Pour chaque pièce prise, il donne à ce joueur une carte de sa main. Il ne peut prendre plus de pièces que nécessaire. |
| 6     | Négociant        | Le négociant reçoit une pièce d'or pour chaque quartier commerçant de sa cité. Il peut ensuite bâtir autant de quartiers commerçants qu'il souhaite en plus d'un quartier non commerçant. |
| 7     | Archiviste       | L'archiviste pioche sept cartes quartier mais n'en conserve qu'une et remet les autres dans la pioche qu'il mélange. Il peut bâtir deux quartiers durant son tour. |
| 8     | Capitaine        | Le capitaine reçoit une pièce d'or pour chaque quartier militaire dans sa cité. Il peut prendre un quartier dans la cité d'un autre joueur en payant le prix à son propriétaire à condition que la valeur du quartier soit au plus de trois pièces. Il ne peut pas prendre un quartier d'une cité complète ni un quartier qu'il possède déjà. |

### Nouveaux quartiers
- Capitole : Si le joueur a au moins trois quartiers du même type, il marque trois points supplémentaires.
- Chantier : Peut être détruit pour bâtir gratuitement un quartier.
- Écuries : Il est possible de les bâtir sans qu'elles comptent dans le permis de construire.
- Nécropole : Peut être bâtie en détruisant un quartier de sa cité au lieu de payer le prix de la construction.
- Statue Équestre : Si le joueur détient la couronne à la fin de la partie, il marque cinq points supplémentaires.
- Tripot : Peut être payé entièrement ou en partie par cartes (1 carte = 1 pièce d'or).
- Basilique : Permet de gagner un point supplémentaire pour chaque quartier bâti au coût de construction impair.
- Catacombes : Ce quartier ne peut être bâti. Il permet au joueur qui l'a dans sa main de marquer trois points supplémentaires en fin de partie.
- Mine d'or : Si le joueur choisit de recevoir son or en début de tour, il prend une pièce supplémentaire.
- Monument : Compte comme deux quartiers mais ne peut être bâti si le joueur possède déjà au moins cinq quartiers dans sa cité.
- Théâtre : Permet au joueur d'échanger sa carte "Personnage" face cachée avec celle d'un autre joueur.
- Tour d'Ivoire : Donne cinq points supplémentaires au joueur si elle est l'unique merveille de sa cité en fin de partie.

## Tactiques
C’est un jeu tactiquement très subtil, notamment en raison de la dualité joueur/personnage, avec un bon équilibre des forces et des faiblesses de chaque personnage[réf. nécessaire].
Construire des quartiers de la même couleur permet d'amasser des pièces d'or à un tour en prenant le personnage adéquat. Mais il devient justement aisé pour les autres joueurs de deviner le personnage choisi, donc d'attirer les convoitises du Voleur si le joueur a des pièces d'or, ou de l'Assassin si le joueur est proche de gagner.
Construire des quartiers juste avant d'en récolter les revenus (pour le Roi, l'Évêque, le Marchand, ou le Condottière) permet de conserver davantage de pièces d'or... à condition de posséder suffisamment de pièces d'or pour construire ces nouveaux quartiers !
L'Architecte et le Marchand sont des personnages permettant de construire rapidement, car ils permettent respectivement d'accumuler des quartiers dans sa main, et d'amasser de l'argent. De fait, ce sont aussi des proies de choix pour l'Assassin ou le Voleur.
L’Assassin et le Voleur sont des personnages permettant de ne pas se faire assassiner ou voler. L'Évêque et le Condottière sont des personnages permettant de ne pas se faire détruire un quartier. Par contre, ces quatre personnages ne permettent pas de construire rapidement.
Le Magicien est utile pour se refaire une main en l'échangeant avec celle d'un autre, particulièrement lorsqu'on n'a plus qu'une seule carte voire plus aucune. Le Magicien est efficace aussi lorsqu'on a pu construire un Laboratoire, qui permet d'échanger une carte contre une pièce d'or et de se refaire une fortune, car on n'a alors plus qu'à reprendre les cartes d'un autre joueur…
Cependant, Citadelles n'est pas un jeu tactique ou stratégique - c'est un jeu de bluff. Si certains personnages peuvent sembler plus intéressants en fonction du moment de la partie et de la position du joueur, la seule « tactique » gagnante y consiste à deviner ce que font les autres joueurs, et à faire ce qu'ils ne prévoient pas.
La manière de jouer change selon le nombre de joueurs. À deux ou trois joueurs, avec les règles de la seconde édition, chaque joueur a deux personnages ; la construction progresse très vite. De quatre à sept joueurs, chaque joueur n'a qu'un personnage ; mais plus le nombre de joueurs augmente, plus il y a de personnages en jeu à chaque tour, et moins il y a de personnages écartés aléatoirement ; il devient donc plus probable qu'un joueur ait choisi un personnage pouvant bloquer sa propre progression (Assassin, Voleur, Condottière).
Les quartiers « merveilles » (violets) sont les plus chers (typiquement cinq ou six pièces d'or). Certains octroient des avantages, mais d'autres sont « inutiles ». Si la construction d'un tel quartier ralentit la croissance de la citadelle, un quartier qui coûte cher a peu de risques de se faire détruire par le Condottière, et rapporte plus de points de victoire qu'un quartier peu onéreux. À l'inverse, un quartier qui ne coûte que peu de pièces d'or est facile à construire, mais il peut se faire détruire facilement par le Condottière.

## Récompense
- Nederlandse Spellenprijs  2001